# Da Hool
Da Hool o DJ Hooligan, pseudonimo di Frank Tomiczek (Bottrop, 30 dicembre 1968), è un disc jockey e produttore discografico tedesco, famoso per il brano Meet Her at the Love Parade del 1997, che vendette più di 6 milioni di copie.
Fino al 1996 era conosciuto come DJ Hooligan.

## Discografia

### Singoli
Come DJ Hooligan
- 1994 - Rave Nation
- 1995 - Sueño futuro (Wake Up and Dream)
- 1996 - System Ecstasy

Come Da Hool
- 1996 - I Want You
- 1997 - Meet Her at the Love Parade
- 1997 - Bora Bora
- 1998 - T.H.M.
- 1998 - Hypochonda
- 1998 - Mama Sweet
- 1999 - Wankers on Duty
- 1999 - Eichelrück
- 2001 - Meet Her at the Love Parade (The 2001 Remixes)
- 2015 - MHATLP (HI-LO Edit) (con Oliver Heldens)
- 2022 - The Parade (con Joel Corry)